# 조피 폰 이젠부르크 공녀

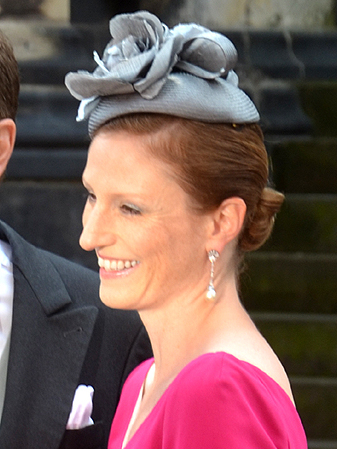
조피 폰 이젠부르크 공녀

이젠부르크 공녀 조피(Sophie, Princess of Prussia, 1978년 3월 9일 ~ )는 이전에 통치했던 호엔촐레른 가문의 수장이었던 게오르크 프리드리히 폰 프로이센 왕자와 결혼했다.